# 洛陽 (小惑星239200番)
洛陽（ルオヤン、239200 Luoyang）は、小惑星帯にある小惑星。台湾の鹿林天文台で楊庭彰 (Ting-Chang Yang) と葉泉志 (Quanzhi Ye) が発見した。

## 名称
歴史上しばしば中国王朝の首都となった、中国の洛陽市から命名された。この命名は2010年9月の小惑星回報（MPC 72203）で公表された。
漢字表記が同じ「洛陽」となる小惑星に、5825 Rakuyou がある。これは杉江淳が発見し、日本の京都市立洛陽工業高等学校から命名されたものである。

## 註
1. ↑  MPC 72203（2010年9月23日）